# Ivan Vyskočil (Schauspieler, 1946)

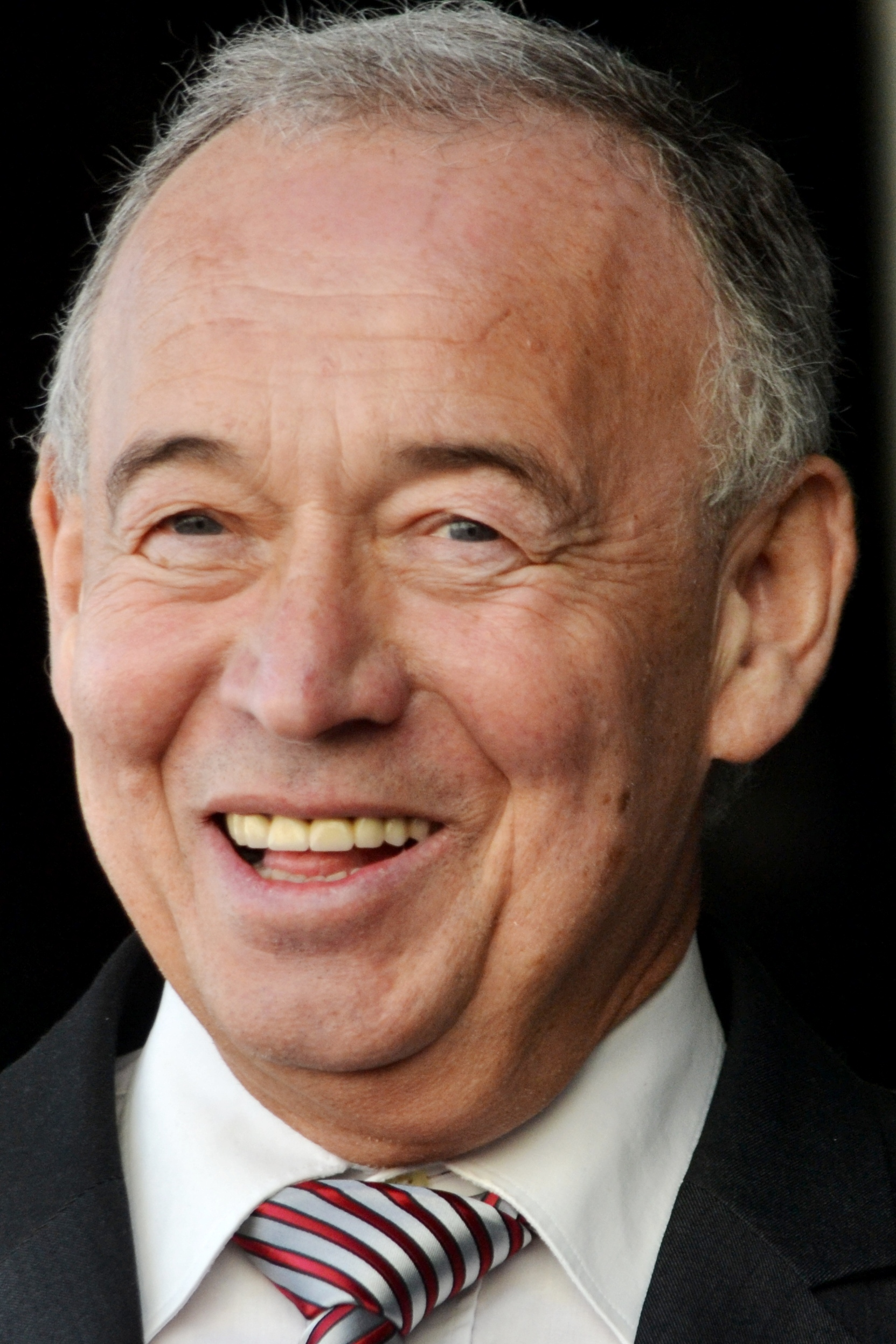
Ivan Vyskočil (2015)

Ivan Vyskočil (* 21. Mai 1946 in Prag) ist ein tschechischer Schauspieler, der außer in Filmen auch Theater spielt und im Rundfunk und Fernsehen auftritt.

## Leben
Der in Prag gebürtige Vyskočil hat nach dem Gymnasiumabschluss an der Theaterfakultät der Akademie der Musischen Künste in Prag (DAMU) studiert, die er 1968 beendete. Seine ersten Engagements erhielt er im bekannten Theater Činoherní klub in Prag. Danach spielte er auch in den Theatern Divadlo Jiřího Wolkera und Divadlo S. K. Neumanna (heute: Divadlo pod Palmovkou). Seit 2002 spielt er im Theater Metro. Vyskočil spielte in fast 80 Filmen und übernahm etwa 20 Rollen auf Theaterbühnen.
Vyskočil gehört zu den Gründern der Schauspielervereinigung Herecká asociace (Assoziation der Schauspieler, eine gewerkschaftliche Organisation von 1990) und den Stiftern des Thalia-Preises.
Vyskočil war insgesamt viermal verheiratet. Von seiner letzten Ehefrau, der aus Bulgarien stammenden Türkin und Schauspielerin Anife Ismet Hassan, wurde er 2006 geschieden.

## Filmografie
- 1965: Perlen auf dem Meeresgrund (Perličky na dně)
- 1969: Záhada hlavolamu
- 1975: Der Tag, der die Welt veränderte (Sarajevski atentat)
- 1978: Der Schneider von Ulm
- 1981: Die Depesche aus Usti (Sůl země)
- 1981: Jugendträume (Studentská balada)
- 1982/1984: Der fliegende Ferdinand (Létající Čestmír)
- 1983/1988: Zug der Kindheit und der Hoffnung (Vlak dětství a naděje)
- 1986: Berühmte Räubergeschichten aus aller Welt (Slavné historky zbojnícké)
- 1986: Gottwald (Klement Gottwald)
- 1987: Die Leute vom Großen Sattel (Velké sedlo)
- 1988: Chlapci a chlapi
- 1988: Dobrodružství kriminalistiky
- 1991: Das Geheimnis der weißen Hirsche (Územi bilých králů)
- 1994: Muž v pozadí
- 1997/2000: Zdivočelá země
- 1988: Na lavici obžalovaných JUSTICE
- 1999: Hotel Herbich
- 2001: Šípková Růženka